# Municipio de Scipio (Míchigan)
El municipio de Scipio (en inglés: Scipio Township) es un municipio ubicado en el condado de Hillsdale en el estado estadounidense de Míchigan. En el año 2010 tenía una población de 1884 habitantes y una densidad poblacional de 24,7 personas por km².

## Demografía
Según el censo de 2010, había 1884 personas residiendo en el municipio de Scipio. La densidad de población era de 24,7 hab./km². De los 1884 habitantes, el municipio de Scipio estaba compuesto por el 97,03 % blancos, el 0,16 % eran afroamericanos, el 0,58 % eran amerindios, el 0,16 % eran asiáticos, el 0,96 % eran de otras razas y el 1,11 % eran de una mezcla de razas. Del total de la población el 1,8 % eran hispanos o latinos de cualquier raza.